# Saint-Louis-de-Gonzague-du-Cap-Tourmente
Pour les articles homonymes, voir Saint-Louis, Saint-Louis-de-Gonzague et Cap Tourmente.
Saint-Louis-de-Gonzague-du-Cap-Tourmente est une municipalité de paroisse sur La Côte-de-Beaupré au Québec (Canada). Elle est située dans la région administrative de la Capitale-Nationale. Il s'agit de l'une des plus petites municipalités québécoises en termes de superficie et de population.
L'entité administrative doit son existence à une loi qui accorde un statut particulier à certaines propriétés du Séminaire de Québec.

## Toponymie
Son nom provient de saint Louis Gonzague, reconnu comme patron de la jeunesse, et du cap Tourmente qui est situé tout près,.

## Histoire
La seigneurie de Beaupré, dont le territoire englobe la municipalité, est acquise de 1662 à 1668 par l'évêque François de Laval. Ce dernier fonde la Petite-Ferme et la Grande-Ferme. Au terme de la guerre de Sept Ans la majorité des bâtiments sont détruits. Le château Bellevue est construit en 1778 et la chapelle du Petit-Cap, deux ans plus tard
Une loi de 1916 prévoit le détachement de la municipalité de paroisse de Saint-Joachim de certaines terres et certains bâtiments appartenant au Séminaire de Québec. Le statut de municipalité est rattaché à la propriété; les terrains qui viendraient à être vendus doivent être transférés à la municipalité de Saint-Joachim,. En cette époque de laisser-faire du gouvernement dans plusieurs de ses champs d'actions, les communautés religieuses réclament le droit d'« occuper un rôle fondamental dans la gestion des affaires sociales, qu’ils estiment liées à leurs missions d’entraide et de charité ». Saint-Louis-de-Gonzague n'offre pas de services en santé et en éducation particuliers comme d'autres municipalités à vocation religieuse au Québec. Ce sont plutôt des facteurs économiques, fiscaux et historiques (notamment la régularisation du statut de seigneurie) qui sont à l'origine de la dévolution d'un statut de municipalité par l'Assemblée nationale du Québec.
Le 1er janvier 1917, la municipalité de paroisse de la Saint-Louis-de-Gonzague-du-Cap-Tourmente est officiellement créée. Comme sa loi constituante ne prévoit pas de conseil municipal, elle est considérée hors de la municipalité de comté.
La municipalité compte originellement six fermes, qui sont vendues au fil du temps. La plupart d'entre elles sont cédées en 1969, soit au gouvernement du Canada afin d'être incluses dans la Réserve nationale de faune du Cap-Tourmente, soit au gouvernement du Québec afin de protéger certains bâtiments patrimoniaux,. Le Séminaire de Québec demeure propriétaires des fermes des Graves et des Coteaux jusqu'en 1989. Ainsi, le territoire de la municipalité est passé de plusieurs kilomètres carrés à l'origine, à 50 hectare (0,5 kilomètre carré) aujourd'hui.
En 2011, « il reste le Petit Cap, avec le manoir construit en 1779, la Maison François-de-Laval, la chapelle, la maison du gardien et le promontoire près du cap Tourmente », de même que quelques terres agricoles. Les bâtiments accueillent des membres du Séminaire, ainsi que des jeunes villégiateurs.

## Géographie
Le territoire de la municipalité est entièrement enclavé dans Saint-Joachim.

## Démographie
Selon le recensement canadien de 2021, la municipalité la moins peuplée au Québec est Saint-Louis-de-Gonzague-du-Cap-Tourmente avec aucun habitant, soit une variation de -100% par rapport à 2016.
| 1996 | 2001 | 2006 | 2011 | 2016 | 2021 |
| ---- | ---- | ---- | ---- | ---- | ---- |
| 4    | 0    | 0    | 5    | 5    | 0    |

## Administration
Contrairement à la quasi-totalité des municipalités locales du Québec qui sont administrées par un maire et un conseil municipal composé de conseillers élus, Saint-Louis-de-Gonzague-du-Cap-Tourmente est dirigée par le Conseil du Séminaire de Québec,. Depuis le 2 juillet 2022, l'abbé Gilles Routhier, supérieur général du Séminaire de Québec, assure l'administration des affaires municipales[source insuffisante]. C'est lui qui siège au conseil de la municipalité régionale de comté de La Côte-de-Beaupré, ainsi qu'à la Communauté métropolitaine de Québec.
Le statut d'autonomie opérationnelle et fiscale accordé à la propriété cléricale permet au Séminaire de Québec d'exercer un contrôle sur les services publics offerts et de maîtriser le coût qu'ils engendrent sans verser de taxes foncières.